# Indonezja na Letnich Igrzyskach Olimpijskich 2012
Indonezję na Letnich Igrzyskach Olimpijskich 2012, które odbyły się w Londynie reprezentowało 22 zawodników. Zdobyli oni dwa medale: jeden srebrny i jeden brązowy, zajmując 63. miejsce w klasyfikacji medalowej.
Był to czternasty start reprezentacji Indonezji na letnich igrzyskach olimpijskich.

## Zdobyte medale
| Medal  | Zawodnik        | Dyscyplina           | Konkurencja            | Rezultat | Data     |
| ------ | --------------- | -------------------- | ---------------------- | -------- | -------- |
| Srebro | Triyatno        | Podnoszenie ciężarów | Waga do 69 kg mężczyzn | 333 kg   | 31 lipca |
| Brąz   | Eko Yuli Irawan | Podnoszenie ciężarów | Waga do 62 kg mężczyzn | 317 kg   | 30 lipca |

## Reprezentanci

### Badminton
Mężczyźni
| Zawodnik                    | Konkurencja    | Faza grupowa                    | Faza grupowa                   | Faza grupowa                   | Faza grupowa | Eliminacje             | Ćwierćfinał                      | Półfinał          | Finał             | Finał   |
| Zawodnik                    | Konkurencja    | Przeciwnik Punkty               | Przeciwnik Punkty              | Przeciwnik Punkty              | Miejsce      | Przeciwnik Punkty      | Przeciwnik Punkty                | Przeciwnik Punkty | Przeciwnik Punkty | Miejsce |
| --------------------------- | -------------- | ------------------------------- | ------------------------------ | ------------------------------ | ------------ | ---------------------- | -------------------------------- | ----------------- | ----------------- | ------- |
| Taufik Hidayat              | gra pojedyncza | Koukal W (21-8, 21-8)           | Abián W (22-20, 21-11)         | —                              | 1. Q         | Lin D P (9-21, 12-21)  | NQ                               | NQ                | NQ                | NQ      |
| Simon Santoso               | gra pojedyncza | Must W (21-12, 21-8)            | Lahnsteiner W (21-11, 21-7)    | —                              | 1. Q         | Lee CW P (12-21, 8-21) | NQ                               | NQ                | NQ                | NQ      |
| Muhammad Ahsan Bona Septano | gra podwójna   | Isara/ Jongjit P (11-21, 16-21) | Cwalina/ Łogosz W (21-0, 21-0) | Ko SH/ Yoo YS W (24-22, 21-12) | 2. Q         | —                      | Jung JS/ Lee YD P (12-21, 16-21) | NQ                | NQ                | NQ      |

Kobiety
| Zawodniczka                    | Konkurencja    | Faza grupowa                         | Faza grupowa                       | Faza grupowa                           | Faza grupowa | Eliminacje             | Ćwierćfinał          | Półfinał             | Finał                | Finał   |
| Zawodniczka                    | Konkurencja    | Przeciwniczka Punkty                 | Przeciwniczka Punkty               | Przeciwniczka Punkty                   | Miejsce      | Przeciwniczka Punkty   | Przeciwniczka Punkty | Przeciwniczka Punkty | Przeciwniczka Punkty | Miejsce |
| ------------------------------ | -------------- | ------------------------------------ | ---------------------------------- | -------------------------------------- | ------------ | ---------------------- | -------------------- | -------------------- | -------------------- | ------- |
| Adrianti Firdasari             | gra pojedyncza | Nedełczewa W (21–10, 21–15)          | Zajtsaua W (21–10, 16-21, 21-14)   | —                                      | 1 Q          | Wang X P (15-21, 8-21) | NQ                   | NQ                   | NQ                   | NQ      |
| Meiliana Jauhari Greysia Polii | gra podwójna   | Choo / Veeran W (21-11, 20-22, 21-7) | Edwards / Viljoen W (21-18, 21-10) | Ha JE / Kim MJ P (21-18, 14-21, 12-21) | 2.           | —                      | DSQ                  | DSQ                  | DSQ                  | DSQ     |

Mieszane
| Zawodnicy                    | Konkurencja  | Faza grupowa                 | Faza grupowa                     | Faza grupowa                    | Faza grupowa | Ćwierćfinał                    | Półfinał                           | Finał                              | Finał   |
| Zawodnicy                    | Konkurencja  | Przeciwnicy Punkty           | Przeciwnicy Punkty               | Przeciwnicy Punkty              | Miejsce      | Przeciwnicy Punkty             | Przeciwnicy Punkty                 | Przeciwnicy Punkty                 | Miejsce |
| ---------------------------- | ------------ | ---------------------------- | -------------------------------- | ------------------------------- | ------------ | ------------------------------ | ---------------------------------- | ---------------------------------- | ------- |
| Tontowi Ahmad Lilyana Natsir | gra mieszana | Diju/ Gutta W (21-16, 21-12) | Laybourn / Juhl W (24-22, 21-16) | Lee YD / Ha JE W (21-19, 21-12) | 1. Q         | Fuchs/ Michels W (21-15, 21-9) | Xu C/ Ma J P (23-21, 18-21, 13-21) | Fischer/ Pedersen P (12-21, 12-21) | 4.      |

### Judo
Mężczyźni
| Zawodnik          | Konkurencja | 1/16                 | 1/8              | Ćwierćfinały     | Półfinały        | Repesaż 1        | Repesaż 2        | Finał            | Finał   |
| Zawodnik          | Konkurencja | Przeciwnik Wynik     | Przeciwnik Wynik | Przeciwnik Wynik | Przeciwnik Wynik | Przeciwnik Wynik | Przeciwnik Wynik | Przeciwnik Wynik | Pozycja |
| ----------------- | ----------- | -------------------- | ---------------- | ---------------- | ---------------- | ---------------- | ---------------- | ---------------- | ------- |
| Putu Wiradamungga | Do 81 kg    | Csoknyai P 0001-0200 | NQ               | NQ               | NQ               | NQ               | NQ               | NQ               | NQ      |

### Lekkoatletyka
Mężczyźni
| Zawodnik        | Konkurencja | Eliminacje | Eliminacje | Ćwierćfinał | Ćwierćfinał | Półfinał | Półfinał | Finał | Finał   |
| Zawodnik        | Konkurencja | Wynik      | Miejsce    | Wynik       | Miejsce     | Wynik    | Miejsce  | Wynik | Miejsce |
| --------------- | ----------- | ---------- | ---------- | ----------- | ----------- | -------- | -------- | ----- | ------- |
| Fernando Lumain | 100 m       | 10.80      | 2.         | 10.90       | 8.          | NQ       | NQ       | NQ    | NQ      |

Kobiety
| Zawodniczka  | Konkurencja | Eliminacje | Eliminacje | Półfinał | Półfinał | Finał   | Finał   |
| Zawodniczka  | Konkurencja | Wynik      | Miejsce    | Wynik    | Miejsce  | Wynik   | Miejsce |
| ------------ | ----------- | ---------- | ---------- | -------- | -------- | ------- | ------- |
| Triyaningsih | Maraton     | —          | —          | —        | —        | 2:41:15 | 84.     |

### Łucznictwo
Kobiety
| Zawodniczka            | Konkurencja   | Runda rankingowa | Runda rankingowa | 1/32                | 1/16                | 1/8                 | Ćwierćfinał         | Półfinał            | Finał               | Finał   |
| Zawodniczka            | Konkurencja   | Punkty           | Rozstawienie     | Przeciwniczka Wynik | Przeciwniczka Wynik | Przeciwniczka Wynik | Przeciwniczka Wynik | Przeciwniczka Wynik | Przeciwniczka Wynik | Pozycja |
| ---------------------- | ------------- | ---------------- | ---------------- | ------------------- | ------------------- | ------------------- | ------------------- | ------------------- | ------------------- | ------- |
| Ika Yuliana Rochmawati | indywidualnie | 638              | 40.              | Fang Y W 6-4        | Oliver W 7-1        | Pierowa P 5-6       | NQ                  | NQ                  | NQ                  | NQ      |

### Pływanie
Mężczyźni
| Zawodnik               | Konkurencja      | Eliminacje | Eliminacje | Półfinał | Półfinał | Finał | Finał   |
| Zawodnik               | Konkurencja      | Czas       | Miejsce    | Czas     | Miejsce  | Czas  | Miejsce |
| ---------------------- | ---------------- | ---------- | ---------- | -------- | -------- | ----- | ------- |
| I Gede Siman Sudartawa | 100m grzbietowym | 55.99      | 38.        | NQ       | NQ       | NQ    | NQ      |

### Podnoszenie ciężarów
Mężczyźni
| Zawodnik        | Konkurencja | Rwanie | Rwanie  | Podrzut | Podrzut | Razem | Pozycja |
| Zawodnik        | Konkurencja | Wynik  | Pozycja | Wynik   | Pozycja | Razem | Pozycja |
| --------------- | ----------- | ------ | ------- | ------- | ------- | ----- | ------- |
| Jadi Setiadi    | Do 56 kg    | 127    | 3.      | 150     | 7.      | 277   | 5.      |
| Eko Yuli Irawan | Do 62 kg    | 145    | 2.      | 172     | 4.      | 317   | brąz    |
| Hasbi Muhamad   | Do 62 kg    | 138    | 6.      | 163     | 8.      | 301   | 7.      |
| Triyatno        | Do 69 kg    | 145    | 9.      | 188     | 1.      | 333   | srebro  |
| Deni            | Do 69 kg    | 140    | 13.     | 171     | 12.     | 311   | 12.     |

Kobiety
| Zawodniczka     | Konkurencja | Rwanie | Rwanie  | Podrzut | Podrzut | Razem | Pozycja |
| Zawodniczka     | Konkurencja | Wynik  | Pozycja | Wynik   | Pozycja | Razem | Pozycja |
| --------------- | ----------- | ------ | ------- | ------- | ------- | ----- | ------- |
| Citra Febrianti | Do 53 kg    | 91     | 5.      | 115     | 4.      | 206   | 4.      |

### Strzelectwo
Kobiety
| Zawodniczka        | Konkurencja               | Kwalifikacje | Kwalifikacje | Finał  | Finał   |
| Zawodniczka        | Konkurencja               | Punkty       | Miejsce      | Punkty | Miejsce |
| ------------------ | ------------------------- | ------------ | ------------ | ------ | ------- |
| Diaz Kusumawardani | karabin pneumatyczny 10 m | 382          | 55.          | NQ     | NQ      |

### Szermierka
Kobiety
| Zawodniczka      | Konkurencja          | 1/32                | 1/16                | 1/8                 | Ćwierćfinały        | Półfinały           | Finał               | Finał   |
| Zawodniczka      | Konkurencja          | Przeciwniczka Wynik | Przeciwniczka Wynik | Przeciwniczka Wynik | Przeciwniczka Wynik | Przeciwniczka Wynik | Przeciwniczka Wynik | Pozycja |
| ---------------- | -------------------- | ------------------- | ------------------- | ------------------- | ------------------- | ------------------- | ------------------- | ------- |
| Diah Permatasari | szabla indywidualnie | —                   | Zagunis P 7-15      | NQ                  | NQ                  | NQ                  | NQ                  | NQ      |